# فاليري خارلاموف
فاليري خارلاموف (بالإنجليزية: Valeri Kharlamov)‏ كان لاعب هوكي الجليد من 1967 إلى 1981.

## روابط خارجية
- فاليري خارلاموف على موقع EliteProspects.com (الإنجليزية)
- فاليري خارلاموف على موقع Eurohockey.com (الإنجليزية)
- فاليري خارلاموف على موقع HockeyDB.com (الإنجليزية)
- فاليري خارلاموف على موقع Hockey-Reference.com (الإنجليزية)
- فاليري خارلاموف على موقع أوليمبيديا (الإنجليزية)